# Црква Светог Арханђела Михаила у Штимљу
Црква Светог Арханђела Михаила је православна црква у Штимљу која је посвећена Светом Архангелу Михаилу. Овај храм припада Српској православној цркви и налази се у Рашко-призренској епархији. Данас је храм оскрнављен и у великој мери уништен.

## Историјат
Црква је подигнута између 1920. и 1922. године на темељима неке старије цркве и посвећена је српским ратницима погинулим током Првог светског рата. Цркву је подигло друштво „Кнегиња Љубица“, по пројекту Јелисавете Начић и ово је њена једина очувана црква. Стилски, црква припада рашком стилу. Фреске Светог Саве и Симеона Мороточивог je израдио српски сликар Урош Предић. Иконе на иконостасу је израдила Полексија Тодоровић. Освећена је 28. јуна 1923.
Црква Светог Арханђела Михаила у Штимљу је реновирана 1977. године, када су зазидани горњи делови трифора на певницама, чиме је црква изгубила доста од свог првобитног изгледа. Године 1997. црква је регистрована као споменик културе. Након рата на Косову и Метохији 1999. године је тешко оштећена. Нов напад на цркву је уследио 18. јануара 2004. године када је подметнут пожар од ког је изгорео звоник. Храм је поново оштећен у мартовском погрому 2004. године, када су Албанци 19. марта запалили саму цркву. Храм је почео да се обнавља 2005. године, а у периоду од 2009. до 2010. године обнову храма је преузео УНЕСКО и обезбедио 75.000 евра за његову обнову. У јуну 2012. године Албанци су поново уништили храм. Тада је однет кров са цркве, поразбијани су прозори и врата, унутрашњост цркве је опљачкана, а из зидова су ишчупани електрични каблови.
У извештају Савета Европе из априла 2012. године се наглашава потреба боље заштите Цркве Светог Арханђела Михаила.